# イッツ・コミュニケーションズ
イッツ・コミュニケーションズ株式会社 (its communications Inc.) は、日本のケーブルテレビ放送局およびインターネットサービスプロバイダである。通称はイッツコム、iTSCOM。

## 概要
東急グループの一社で、おもに東急電鉄沿線エリアで事業を展開している。TOKYUポイント加盟。

## サービスエリア
- 東京都
  - 大田区（国道1号以西）
  - 目黒区
  - 世田谷区（世田谷通り以南、以北はJ:COM 世田谷）
  - 渋谷区（神南、宇田川町、代々木公園、明治神宮周辺、千駄ヶ谷五丁目 - 六丁目を除く）
  - 町田市（南部）
- 神奈川県
  - 川崎市
    - 中原区（等々力を除く）
    - 高津区
    - 宮前区

  - 横浜市
    - 青葉区（恩田町の一部、奈良一丁目 - 六丁目、奈良町、緑山、寺家町を除く）
    - 都筑区
    - 緑区（長津田みなみ台の一部、長津田町の一部、三保町の一部、鴨居一丁目の一部、白山一丁目の一部、東本郷町を除く）
    - 港北区（鶴見川より北西）
    - 旭区若葉台一丁目 - 四丁目

## 沿革
- 1970年（昭和45年）7月 - 東京急行電鉄が川崎市北部におけるケーブルテレビ事業の届けを提出。
- 1972年（昭和47年）10月 - 東急江田ビレッジにてケーブルテレビの実験を実施。
- 1983年（昭和58年）3月2日 - 東急有線テレビ株式会社設立。
- 1986年（昭和61年）9月 - 株式会社東急ケーブルテレビジョンへ商号変更。
- 1987年（昭和62年）10月2日 - 開局。渋谷区、横浜市緑区に次いで、川崎市宮前区、世田谷区、目黒区、大田区で営業を開始[注釈 1]。
- 1998年（平成10年） - ケーブルインターネットサービス開始。前後して横浜市港北区・川崎市中原区・川崎市高津区での営業を開始。
- 2001年（平成13年）
  - 6月30日 - ソニーと資本提携。
  - 8月1日 - イッツ・コミュニケーションズ株式会社に商号変更[注釈 2]。
- 2002年（平成14年）4月1日 - 東京急行電鉄のISP事業 (246-net) の営業譲渡を受ける[2]。
- 2003年（平成15年）8月 - 川崎市高津区に本社事務所を移転。
- 2005年（平成17年）5月 - 東京電力が新株主となる。
- 2006年（平成18年）5月 - 横浜コミュニティ放送の経営権取得。
- 2008年（平成20年）7月 - 中原支局（現：中原・港北支局）開局。
- 2009年（平成21年）
  - 3月 - 横浜市青葉区に本社移転。
  - 9月14日 - 横浜都市みらいとケーブルテレビ事業で業務提携契約を締結[3]。
- 2010年（平成22年）4月1日 - ケーブルネットつづきの森からサービスを継承、横浜都市みらいから伝送路設備を賃借。
- 2011年（平成23年）2月 - 東京都世田谷区玉川へ本社事務所移転。[4]
- 2012年（平成24年）9月 - 東急電鉄の公衆無線LANアクセスポイントの運用と管理を受託
- 2013年（平成25年） - 横浜若葉台団地の若葉台CATVを財団法人若葉台管理センターから受託し、施設の改修を経て順次イッツコムへ切り替え。
- 2015年（平成27年）4月 - 放送スタジオ・多目的ホール「iTSCOM STUDIO & HALL 二子玉川ライズ」開設。
- 2016年（平成28年）11月16日 - HFCからFTTHへ変更を発表し、2017年4月から2019年3月に実施[5]。
- 2017年（平成29年）11月1日 - ニフティからデイリーポータルZと東京カルチャーカルチャーを譲受[6]。
- 2019年（令和元年）8月 - 世田谷区用賀へ本社事務所を移転[7]。
- 2021年（令和3年）4月1日 - デイリーポータルZと東京カルチャーカルチャーを東急メディア・コミュニケーションズへ譲渡[8]。
- 2024年（令和6年）4月1日 - 伊豆急ケーブルネットワークの発行株式61.5％を取得して子会社化[9]。

## 主な放送チャンネル

### 地上波系列別再送信局
| NHK-G   | NHK-E   | NNN/NNS    | ANN        | JNN       | TXN        | FNN/FNS    | JAITS                        |
| ------- | ------- | ---------- | ---------- | --------- | ---------- | ---------- | ---------------------------- |
| NHK東京 | NHK東京 | 日本テレビ | テレビ朝日 | TBSテレビ | テレビ東京 | フジテレビ | TOKYO MX テレ玉 tvk チバテレ |

### テレビ局
| デジタル    | 放送局                                            | 備考                     |
| ----------- | ------------------------------------------------- | ------------------------ |
| TV011 - 012 | NHK東京総合                                       | 同一周波数パススルー     |
| TV021 - 023 | NHK Eテレ                                         | 同一周波数パススルー     |
| TV031-0     | tvk                                               | 同一周波数パススルー     |
| TV031-1     | テレ玉                                            | トランスモジュレーション |
| TV031-2     | チバテレ                                          | トランスモジュレーション |
| TV041 - 042 | 日本テレビ                                        | 同一周波数パススルー     |
| TV051 - 053 | テレビ朝日                                        | 同一周波数パススルー     |
| TV061 - 062 | TBSテレビ                                         | 同一周波数パススルー     |
| TV071 - 073 | テレビ東京                                        | 同一周波数パススルー     |
| TV081 - 083 | フジテレビ                                        | 同一周波数パススルー     |
| TV091 - 093 | TOKYO MX                                          | 同一周波数パススルー     |
| TV101 - 102 | イッツコムチャンネル10                            | 同一周波数パススルー     |
| TV111 - 112 | イッツコムチャンネル11                            | 同一周波数パススルー     |
| BS101       | NHK BS                                            | トランスモジュレーション |
| BS141 - 143 | BS日テレ                                          | トランスモジュレーション |
| BS151 - 153 | BS朝日                                            | トランスモジュレーション |
| BS161 - 163 | BS-TBS                                            | トランスモジュレーション |
| BS171 - 173 | BSテレ東                                          | トランスモジュレーション |
| BS181 - 183 | BSフジ                                            | トランスモジュレーション |
| BS191       | WOWOWプライム                                     | トランスモジュレーション |
| BS192       | WOWOWライブ                                       | トランスモジュレーション |
| BS193       | WOWOWシネマ                                       | トランスモジュレーション |
| BS200       | BS10                                              | トランスモジュレーション |
| BS201       | BS10スターチャンネル                              | トランスモジュレーション |
| BS211       | BS11                                              | トランスモジュレーション |
| BS222       | BS12 トゥエルビ                                   | トランスモジュレーション |
| 102         | 日テレNEWS24                                      |                          |
| 103         | DATV HD                                           |                          |
| 114         | iTSCOM ch Access                                  |                          |
| 115         | NHKワールドTV                                     |                          |
| 119         | iTSCOM ch Live                                    |                          |
| 120         | ウェザーニューズ                                  |                          |
| 121         | ディスカバリーチャンネル                          |                          |
| 122         | ムービープラス                                    |                          |
| 123         | 女性チャンネル♪LaLa TV                            |                          |
| 124         | スーパー!ドラマTV                                 |                          |
| 125         | 日本映画専門チャンネル                            |                          |
| 126         | アジアドラマチックTV（アジドラ）                  |                          |
| 127         | 衛星劇場                                          |                          |
| 130         | ディズニージュニア                                |                          |
| 131         | Dlife                                             |                          |
| 132         | J SPORTS 4                                        |                          |
| 134         | ヒストリーチャンネル 日本・世界の歴史&エンタメ    |                          |
| 135         | チャンネル銀河 歴史ドラマ・サスペンス・日本のうた |                          |
| 136         | テレ朝チャンネル1                                 |                          |
| 137         | フジテレビNEXT ライブ・プレミアム                 |                          |
| 138         | フジテレビONE スポーツ・バラエティ                |                          |
| 139         | フジテレビTWO ドラマ・アニメ                      |                          |
| 140         | ショップチャンネル                                |                          |
| 142         | ナショナル ジオグラフィック                       |                          |
| 143         | 旅チャンネル                                      |                          |
| 144         | TBSチャンネル1 最新ドラマ・音楽・映画             |                          |
| 146         | GAORA SPORTS                                      |                          |
| 147         | スカイA                                           |                          |
| 148         | アクションチャンネル                              |                          |
| 149         | アニマックス                                      |                          |
| 150         | MTV                                               |                          |
| 151         | 映画・チャンネルNECO                              |                          |
| 152         | TBS NEWS                                          |                          |
| 153         | ミステリチャンネル                                |                          |
| 154         | TAKARAZUKA SKY STAGE                              |                          |
| 155         | WOWOWプラス 映画・ドラマ・スポーツ・音楽          |                          |
| 156         | 音楽・ライブ! スペースシャワーTV                  |                          |
| 157         | ファミリー劇場                                    |                          |
| 158         | J SPORTS 3                                        |                          |
| 159         | 時代劇専門チャンネル                              |                          |
| 161         | ミュージック・エア                                |                          |
| 162         | MUSIC ON! TV（エムオン!）                         |                          |
| 163         | キッズステーション テレビアニメ・劇場版・OVA      |                          |
| 164         | グリーンチャンネル                                |                          |
| 165         | グリーンチャンネル2                               |                          |
| 166         | 日テレジータス                                    |                          |
| 167         | ゴルフネットワーク                                |                          |
| 168         | J SPORTS 1                                        |                          |
| 169         | J SPORTS 2                                        |                          |
| 171         | 海外アニメ! カートゥーン ネットワーク             |                          |
| 172         | QVC（キューヴィーシー）                           |                          |
| 173         | 東映チャンネル                                    |                          |
| 174         | KNTV                                              |                          |
| 176         | TBSチャンネル2 名作ドラマ・スポーツ・アニメ       |                          |
| 178         | CNN U.S.                                          |                          |
| 180         | CNNj                                              |                          |
| 181         | Mnet                                              |                          |
| 183         | ディズニー・チャンネル                            |                          |
| 184         | KBS World                                         |                          |
| 185         | 日経CNBC                                          |                          |
| 186         | アニマルプラネット                                |                          |
| 18          | テレ朝チャンネル2                                 |                          |
| 190         | 日テレプラス ドラマ・アニメ・音楽ライブ           |                          |
| 196         | 囲碁・将棋チャンネル                              |                          |
| 197         | BBCワールドニュース                               |                          |
| 210         | J SPORTS 3                                        |                          |
| 211         | スカイ・A                                         |                          |
| 212         | GAORA SPORTS                                      |                          |
| 213         | J SPORTS 1                                        |                          |
| 214         | J SPORTS 2                                        |                          |
| 217         | ゴルフネットワーク                                |                          |
| 218         | 日テレジータス                                    |                          |
| 220         | ムービープラス                                    |                          |
| 221         | 日本映画専門チャンネル                            |                          |
| 222         | 映画・チャンネルNECO                              |                          |
| 230         | ファミリー劇場                                    |                          |
| 231         | スーパー!ドラマTV                                 |                          |
| 232         | AXN 海外ドラマ                                    |                          |
| 233         | FOX                                               |                          |
| 234         | 時代劇専門チャンネル                              |                          |
| 236         | アニマルプラネット                                |                          |
| 239         | ディズニー・チャンネル                            |                          |
| 240         | 海外アニメ! カートゥーン ネットワーク             |                          |
| 241         | アニマックス                                      |                          |
| 242         | キッズステーション テレビアニメ・劇場版・OVA      |                          |
| 250         | CNNj                                              |                          |
| 251         | 日経CNBC                                          |                          |
| 252         | 日テレNEWS24                                      |                          |
| 254         | TBS NEWS                                          |                          |
| 255         | ヒストリーチャンネル 日本・世界の歴史&エンタメ    |                          |
| 256         | ディスカバリーチャンネル                          |                          |
| 260         | ミュージック・エア                                |                          |
| 261         | MUSIC ON! TV（エムオン!）                         |                          |
| 262         | 音楽・ライブ! スペースシャワーTV                  |                          |
| 263         | MTV                                               |                          |
| 270         | 囲碁・将棋チャンネル                              |                          |
| 271         | ショップチャンネル                                |                          |
| 272         | QVC（キューヴィーシー）                           |                          |
| 401         | ケーブル4K                                        |                          |

- デジタルTVは日本デジタル配信を使用している。
- J:COM BS・BSよしもとは光パススルーのみの配信。

### ラジオ局
| MHz  | 放送局        |
| ---- | ------------- |
| 76.5 | interfm       |
| 80.6 | TOKYO FM      |
| 83.1 | NHK東京FM放送 |
| 81.9 | NHK横浜FM放送 |
| 84.1 | FMサルース    |
| 84.7 | Fm yokohama   |
| 85.9 | J-WAVE        |

## イッツコム・チャンネルで放送される番組
デジタル10chで「イッツコム・チャンネル東京」、デジタル11chで「イッツコム・チャンネル神奈川」、地域別番組を放送する。
◎は、東急グループのケーブルテレビ品川でも放送する番組。

### 東京・神奈川両方で放送
- 地モトTVおかえり!（平日に放送される自社制作の情報番組。「いっつ365」の後継ぎ） - ◎
かつては「地モトTVおかえり!fromサテスタ」として生放送も行っていたが、現在は事前収録のみである。月曜 - 木曜に放送。
東京と神奈川で、内容を分けて放送している。ケーブルテレビ品川では東京版を放送。
- 地モトTVおかえり!Weekly - ◎
金曜 - 日曜に当該週の月曜 - 木曜に放送された「地モトTVおかえり!」の内容を総集編として放送。こちらも東京と神奈川で内容を分けて放送し、ケーブルテレビ品川では東京版を放送。
- 東急沿線プレミアムチケット PONiTS（共同購入サイト「PONiTS」で、当日発売開始する商品の紹介） - ◎
- GO!GO!東急線（東急各路線の運転席から見た車窓を流す風景番組） - ◎
- 朝の情報/天気（毎朝、用賀のライブカメラと国土交通省河川事務所からのライブカメラの映像提供による映像と、L字画面で「きょう・あす・あさっての東京/横浜の天気」「イッツコムからのお知らせ」「東急線運行情報」が流される。平日7時台はFM-Salus Rise&ShineがBGMとして流される）
- 暮らしの情報（毎日10分間、各市や区からのお知らせをBGMと共に放送される。ダイジェスト版が数回放送される。L字画面で「きょう・あす・あさっての東京/横浜の天気」「イッツコムからのお知らせ」「東急線運行情報」が流される）
- イッツコムセレクト（様々な単発番組を放送）
- イッツコムチャンネル アクセス selection（イッツコムチャンネル アクセスに届いているVTRの中から選りすぐって放送）
- SALUS TV style（東急沿線スタイルマガジンSalusとの連動番組。FM-Salusでも放送される）
- gee up sprout（セント・フォース・スプラウトが出演のバラエティー番組。FMサルースでも放送される）
- SALUS all in one（FMサルースでも放送される）
- #サタオル （イッツコムエリアの情報番組。FMサルースでも放送される）
- 林家たま平の青春スクラム

### 東京のみ放送
- シティーニュースおおた（大田区広報番組。JCN大田でも放送あり）

### 神奈川のみ放送
- SUKI!SUKI!フロンターレ（当初は小田急ケーブルビジョン（現：J:COM せたまち）制作だったが、現在はイッツコム制作）
- 今日から!ベイスターズ（イッツコムのほか、YOUテレビ・横浜ケーブルビジョンなどとの共同制作）

### 他ケーブルテレビ局・他社制作番組
- ポリスチャンネル
- ファッションチャンネル
- みうらじゅんの勝手に観光協会
- ナイス素適音楽館（YOUテレビ制作。YOUテレビが横浜市内をエリアとするため、神奈川のみ放送。）
- おためし番組/番組案内（随時放送。イッツコムで放送中のさまざまなチャンネルの中から番組を同時に放送する。例として、TBSチャンネル 出水麻衣のTBSチャンネルガイド・MUSIC ON! TV M-ON! Countdown 100 Super Previewなど）
- ショッピングアワー（ショップジャパン、QVCなどを放送）
イッツコム・チャンネルでは24:00 - 6:00の6時間については、メンテナンス日を除き「QVCアワー」として6時間連続放送となる。
- サイエンスチャンネル（「THE MAKING」として放送する時間帯あり）
- しながわホットほっと（ケーブルテレビ品川制作、東京のみ放送）
- FC東京VIVA Paradise（J:COM東京制作、東京のみで『SUKI!SUKI!フロンターレ』の代わりとして放送）

## 公衆無線LAN
東急線各駅（こどもの国線を除く）やみなとみらい線各駅、東急グループ商業施設（東急モールズデベロップメント運営の施設など）に設置されている公衆無線LAN設備の構築・運用・管理を行っている。一部エリアはフリーWi-Fiを提供する。
利用できる公衆無線LANサービスはエリアにより異なる。下の表を参照。
| エリア                            | docomo Wi-Fi | Wi2 | ソフトバンクWi-Fiスポット | フリーWi-Fi |
| --------------------------------- | ------------ | --- | ------------------------- | ----------- |
| 東急線各駅 （こどもの国線を除く） | ○            | ○   | ○                         | -           |
| みなとみらい線各駅                | ○            | ○   | ○                         | -           |
| 東急グループ商業施設              | ○            | ○   | -                         | ○           |

東急線の一部駅では上記に加えてフレッツスポットも利用可能。

## 所在地
- 本社 - 東京都世田谷区用賀4-10-1　世田谷ビジネススクエア[11]
- メディアセンター - 神奈川県横浜市青葉区市ケ尾町541-1
- 溝ノ口事務所 - 神奈川県川崎市高津区久本3-5-7　新溝ノ口ビル
- イッツコムスポット たまプラーザ テラス - 神奈川県横浜市青葉区美しが丘一丁目1-2　たまプラーザ テラス ゲートプラザ 2F
- イッツコムスポット 二子玉川 - 東京都世田谷区玉川二丁目21-1　二子玉川ライズ・ショッピングセンター リバーフロント4F
- イッツコムスポット 武蔵小杉東急スクエア - 神奈川県川崎市中原区小杉町3-472　武蔵小杉東急スクエア1F